# Lichi-Gebirge
Das Lichi-Gebirge (georgisch ლიხის ქედი Lichis kedi; russisch Лихский хребет Lichski chrebet) oder Suramigebirge ist ein Gebirgszug in Georgien. Der Nordteil befindet sich im Gebiet Südossetien, das de facto unabhängig von der Zentralregierung ist.
Das Gebirge verbindet den Großen Kaukasus im Norden mit dem Kleinen Kaukasus im Süden. Im Westen befindet sich die Kolchische Tiefebene, während im Osten die Kura das Gebirge zum Kaspischen Meer hin entwässert. Die höchste Erhebung, der Lochoni, erreicht eine Höhe von 1926 m. Die Zugehörigkeit einiger weiter nördlich gelegener Gipfel, die über 2000 m Höhe erreichen (darunter Bilurta 2166 m, Tadikussan 2205 m) ist umstritten: Teils werden sie dem dort anschließenden Ratscha-Gebirge, auf einigen Karten aber auch dem Lichi-Gebirge zugerechnet.
Das Gebirge besteht aus Granit, kristallinem Glimmerschiefer und aus Tuff-Sedimentgestein. Die Berghänge sind von sommergrünen Laubwäldern bedeckt.
Die niedrigste Stelle des Gebirgszugs bildet der 949 m hohe Suramipass. In dessen Nähe unterquert die Bahnstrecke Poti–Baku den Gebirgskamm durch den am 16. September 1890 eröffneten 4423 m langen Suramitunnel. Die Nationalstraße Sch55 (შ55) Sestaponi–Chaschuri führt über diesen Gebirgspass nahe der Ortschaft und Festung Surami. Die internationale Fernstraße S1 (ს1) von Tiflis zur russischen beziehungsweise abchasischen Grenze (auf diesem Abschnitt zugleich Europastraße 60) unterquert wenige Kilometer weiter nördlich den 996 m hohen Rikotipass durch den Rikotitunnel; eine alternative Route führt über den Pass.